# Стиртівська сільська рада
Стиртівська сільська рада — колишня адміністративно-територіальна одиниця та орган місцевого самоврядування у Черняхівському районі Волинської округи, Київської й Житомирської областей Української РСР та України з адміністративним центром у с. Стирти.

## Населені пункти
Сільській раді були підпорядковані населені пункти:
- с. Стирти
- с. Малинівка
- с. Федорівка

## Населення
Кількість населення ради станом на 1923 рік становила 1 782 особи, кількість дворів — 298.
Відповідно до результатів перепису населення СРСР, кількість населення ради станом на 12 січня 1989 року становила 792 особи.
Станом на 5 грудня 2001 року, відповідно до перепису населення України, кількість мешканців сільської ради становила 744 особи.

## Склад ради
Рада складалася з 14 депутатів та голови.

### Керівний склад сільської ради
| ПІБ                          | Основні відомості                                                                       | Дата обрання | Дата звільнення |
| ---------------------------- | --------------------------------------------------------------------------------------- | ------------ | --------------- |
| Ничипорук Іван Васильович    | Сільський голова, 1955 року народження, освіта, член народної партії                    | 26.03.2006   | 21.08.2008      |
| Журахівський Микола Іванович | Сільський голова, 1966 року народження, освіта, член народної партії                    | 15.03.2009   | 31.10.2010      |
| Журахівський Микола Іванович | Сільський голова, 1966 року народження, освіта середня спеціальна, член народної партії | 31.10.2010   |                 |

Примітка: таблиця складена за даними джерела

## Історія
Створена 1923 року в складі сіл Коритки, Стирти та Федорівка Бежівської волості Житомирського повіту Волинської губернії. 7 березня 1923 року включена до складу новоутвореного Черняхівського району Житомирської (згодом — Волинська) округи. Станом на 1 жовтня 1941 року с. Коритки не перебувало на обліку населених пунктів.
Станом на 1 вересня 1946 року сільська рада входила до складу Черняхівського району Житомирської області, на обліку в раді перебували села Стирти та Федорівка.
2 вересня 1954 року, відповідно до рішення Житомирського облвиконкому № 1087 «Про перечислення населених пунктів в межах районів Житомирської області», підпорядковано с. Малинівка Очеретянської сільської ради Черняхівського району.
На 1 січня 1972 року сільська рада входила до складу Черняхівського району Житомирської області, на обліку в раді перебували села Малинівка, Стирти та Федорівка.
Виключена з облікових даних 17 липня 2020 року. Територію та населені пункти ради, відповідно до розпорядження Кабінету Міністрів України № 711-р від 12 червня 2020 року «Про визначення адміністративних центрів та затвердження територій територіальних громад Житомирської області», включено до складу Черняхівської селищної територіальної громади Житомирського району Житомирської області.